# Tjärrorivier
Tjärrorivier (Zweeds: Čearrojogaš) is een rivier die in de Zweedse gemeente Kiruna stroomt. De rivier verzorgt de afwatering van een plaatselijke meer en voert het water naar het oosten weg. Na 3 kilometer stroomt ze het Alameer in.
Afwatering: Tjärrorivier → (Alameer) → Torne → Botnische Golf